# 슈도모나스 풀바
슈도모나스 풀바(학명: P. fulva)는 그람 음성균의 일종이다. 쌀에서 처음 발견되었으며, 벼, 곡물에서 서식하여 논에서 주로 발견된다. 간균이며, 1~3개의 극성 편모로 이동한다.
16S rRNA 분석을 통해, P. fulva가 P. putida의 한 그룹임이 밝혀졌다

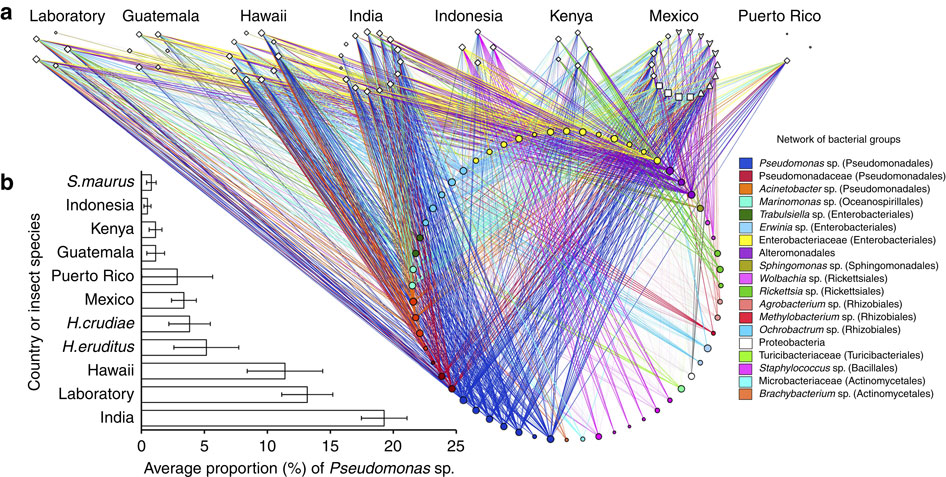
커피천공충 장내 특정 세균의 빈도 및 분포

P. fulva는 커피콩의 주요 해충인 커피천공충(Hypothenemus hampei)의 장내에서 공생한다. 카페인을 소화하여 질소를 얻음으로써 번식하며, 숙주 곤충이 해를 입지 않고 생두 열매를 먹고 살 수 있도록 한다. P. fulva는 커피천공충의 소화관에서 발견되는 14가지 세균 중 하나로, 카페인 함량이 높은 숙주에서 잘 번식한다. 곤충 내 세균을 대상으로 카페인을 변형시키는 것으로 알려진 ndmA 유전자를 검사한 결과, P.  fulva만 해당 유전자를 가졌다. 다른 세균들은 다른 유전자를 사용하여 카페인을 분해하는 데 도움을 주는 것으로 밝혀졌다.